# Беда Достопочтенный
Бе́да Достопочте́нный (Беда Досточти́мый; лат. Beda Venerabilis, англ. Saint Bede, Venerable Bede или Bede the Venerable, др.-англ. Bǣda или Bēda; между 672 и 673 — 26 мая 735) — бенедиктинский монах двойного монастыря Святых Петра и Павла в англосаксонском королевстве Нортумбрия (современный Джарроу). Прозвище Беды, «достопочтенный» (лат. venerabilis), известно из эпитафии IX века, по преданию, продиктованной ангелом. С этим титулом его упоминают Алкуин и Павел Диакон. На Ахенском соборе 836 года был провозглашён «достопочтенным и удивительным учителем современности» и было принято постановление считать Беду таким же непререкаемым авторитетом, как и ранних Отцов Церкви. Вплоть до конца Средневековья его ставили в один ряд с Августином Блаженным и Григорием Великим. В 1899 году Беда был канонизирован папой Львом XIII, одновременно католическая церковь назвала его одним из Учителей Церкви. В 1978 году Беда был канонизирован митрополитом Антонием (Блумом), является местночтимым святым Сурожской епархии Русской православной церкви.
Автор около 40 трудов на латинском языке, посвящённых разнообразным вопросам богословия и церковной жизни (включая календарное исчисление), риторики и грамматики. Поскольку Беда написал одну из первых историй Англии под названием «Церковная история народа англов», она принесла ему славу «отца английской истории». Начиная с эпохи Реформации авторитет Беды-богослова отступил на второй план, уступив место Беде-историку, при этом и католики, и протестанты равно использовали его «Историю», находя в ней подтверждение своим взглядам. Именно этот труд является наиболее изученным в современной историографии.

### Происхождение. Монашество

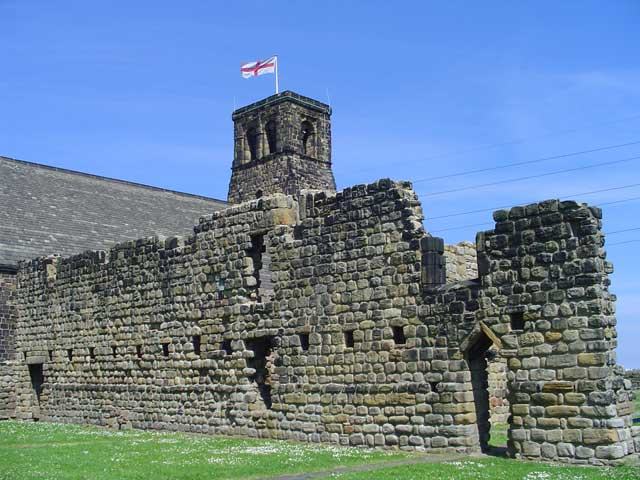
Развалины монастыря св. Павла в Джарроу. Вид с юго-запада, башня относится к норманнскому периоду

### Интеллектуальное развитие

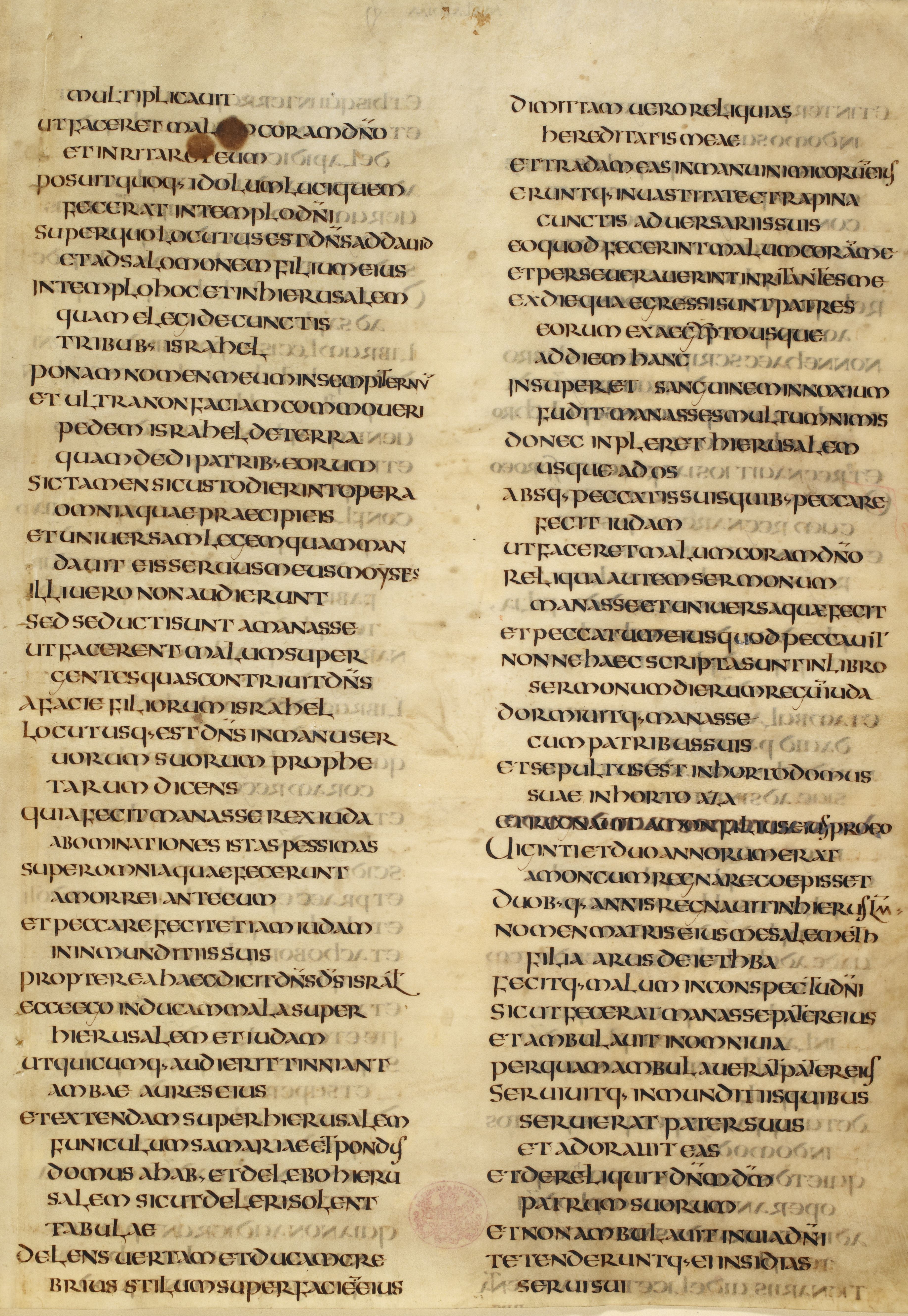
Лист 11r так называемой Библии Кеолфрида. Британская библиотека

### Почитание. Память

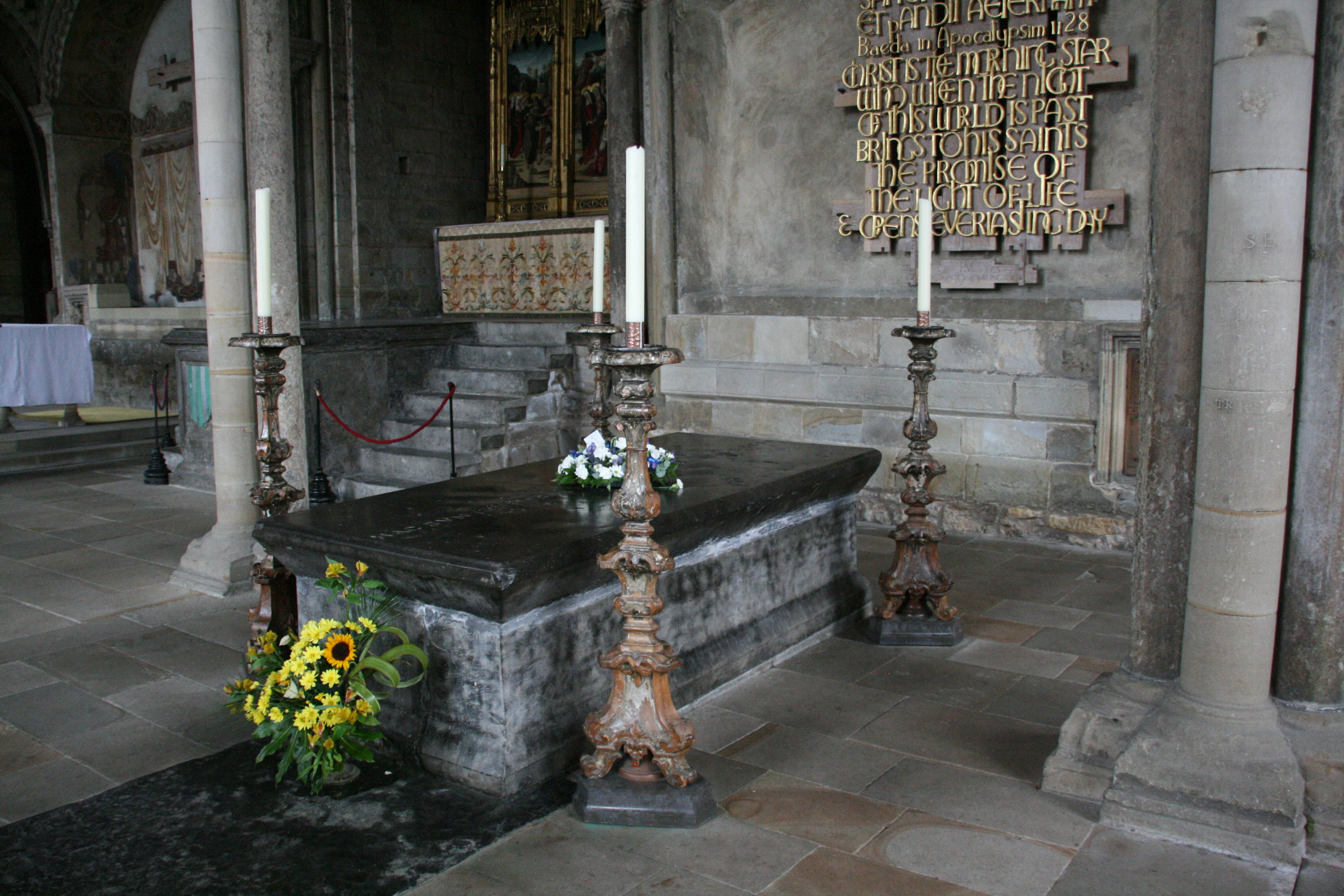
Надгробие Беды Достопочтенного в Даремском соборе

### Риторика и грамматика

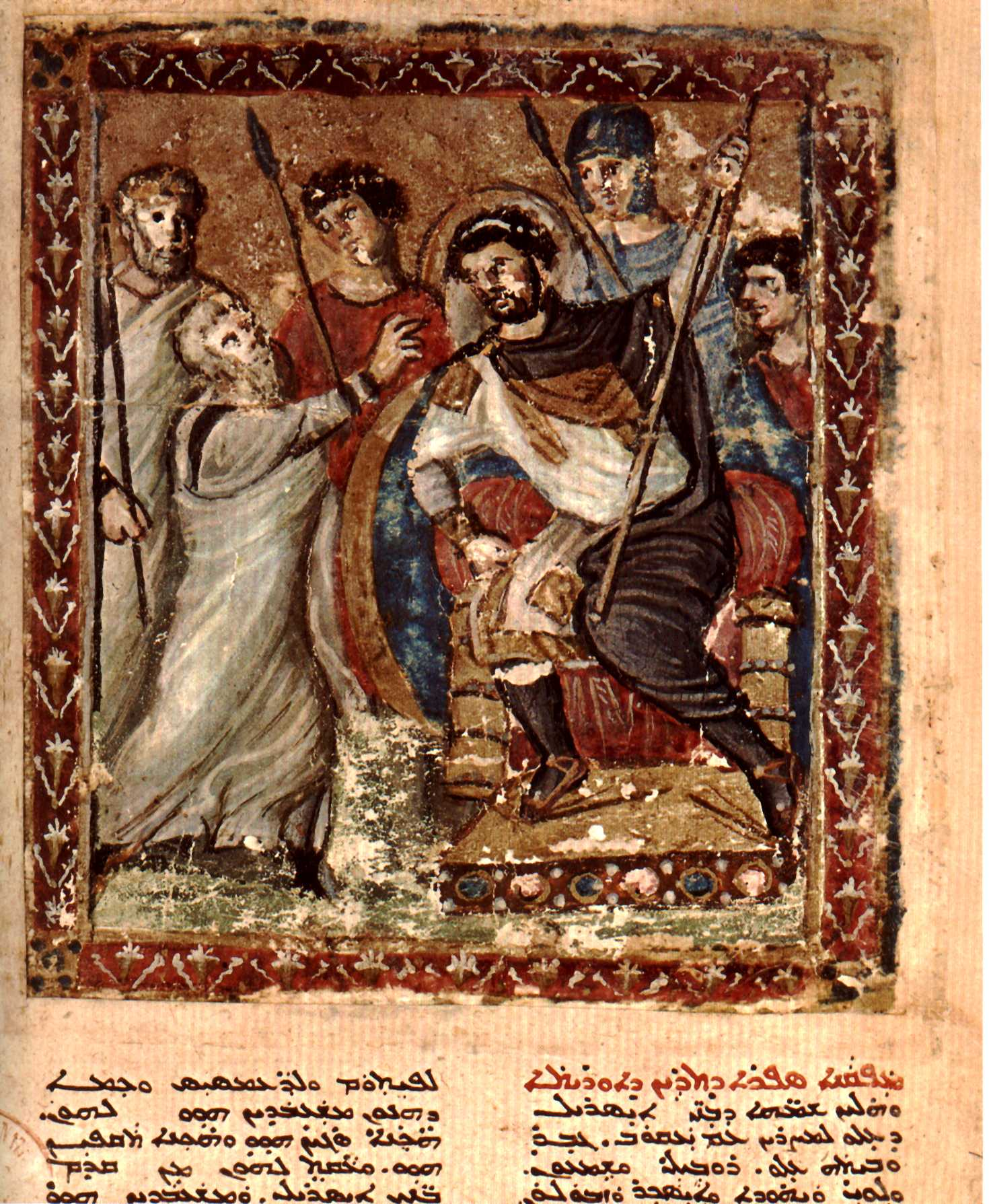
Моисей перед фараоном. Миниатюра из Парижская сирийская Библия, VII век

#### Метод Беды

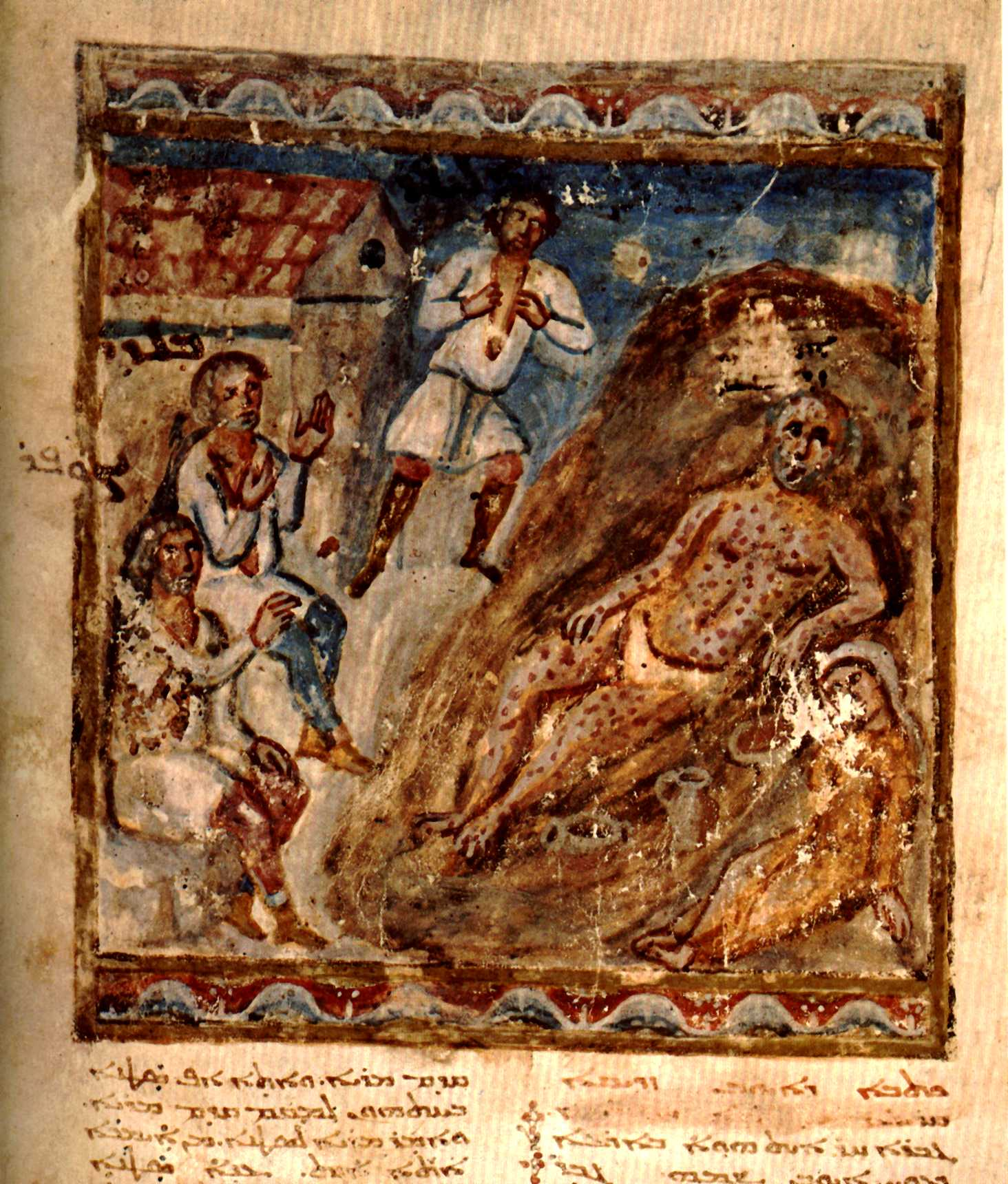
Иов на гноище. Миниатюра из Парижская сирийская Библия, VII век

## Биография